# Eliot Vassamillet
Eliot Vassamillet (født 29. december 2000) er en belgisk sanger, der repræsenterer Belgien ved Eurovision Song Contest 2019 i Tel Aviv, Israel.Han blev udvalgt internt med sangen "Wake Up" skrevet af Pierre Dumoulin, der tidligere har skrevet "City Lights" til sangerinden Blanche, som placerede sig som nummer 4. ved Eurovision Song Contest 2017.